# 一億円のさようなら
『一億円のさようなら』（いちおくえんのさようなら）は、白石一文の長編小説。『読楽』2017年4月号から2018年6月号に連載、加筆・修正を経て2018年7月21日に徳間書店より刊行された。長年連れ添った妻が巨額の資産を隠し持つことを知った五十男が、妻から渡された1億円をもとに見知らぬ土地で自らの人生に向き合う姿を描く。
NHK BSプレミアムおよびNHK BS4Kの「プレミアムドラマ」にて上川隆也主演でテレビドラマ化され、2020年9月27日から11月15日まで放送された。

## あらすじ
主人公・加能鉄平は妻・夏代と子供二人と共に慎ましやかな生活を送っていた。
そんなある日20年連れ添った妻が30年前に巨額の遺産を相続、そしてそれは今日まで手つかずのまま無利息口座に預けられている事を知る。
妻、夏代は遺産があること認めたものの、一億円を鉄平に手渡し姿を消してしまう。
そこから明らかになっていく家族の秘密。
さらに社内でのトラブルに巻き込まれた鉄平は、人間不信に陥っていく。
会社を追われる事になった鉄平は、妻から手渡された一億円で人生をやり直す事を決意するが…。

## 登場人物
- 加能鉄平
- 加能夏代
- 加能美嘉
- 加能耕平
- 青島雄太
- 兵藤隼人
- 表莉緒
- 後藤亮二
- 加能美奈代
- 菅原伸一
- 藤木波江
- 木内昌胤

## 書誌情報
- 一億円のさようなら（2018年7月21日、徳間書店、ISBN 978-4-19-864655-4）
- 一億円のさようなら（2020年9月4日、徳間文庫、ISBN 978-4-19-894590-9）

## テレビドラマ
NHK BSプレミアムおよびNHK BS4Kの「プレミアムドラマ」にて2020年9月27日から11月15日まで放送された。全8回。渡邉真子脚本、岡田惠和脚本監修。主演は上川隆也。

### キャスト
- 加能鉄平 - 上川隆也[7]
- 加能鉄平（28 - 35歳時） - 松村北斗（SixTONES）[7]
- 衣笠夏代（19 - 33歳時） - 森田望智[7]
- 青島雄太 - 堀井新太
- 加能美嘉 - 美山加恋（2歳時：永尾柚乃）
- 加能耕平 - 佐久本宝
- 兵藤隼人 - 和田正人
- 表莉緒 - 石橋菜津美
- 杉山光造 - 阪田マサノブ
- 加津代・ヘンダーソン ‐ 木元ゆうこ
- 篠田尚之 ‐ 長谷川公彦
- 後藤亮二 - 長谷川純
- 加能美奈代 - 堀内敬子
- 菅原伸一 - 利重剛
- 藤木波江 - 奥貫薫
- 木内昌胤 - 武田真治
- 加能夏代 - 安田成美[7]

### スタッフ
- 原作 - 白石一文『一億円のさようなら』
- 脚本 - 渡邉真子
- 脚本監修 - 岡田惠和
- 音楽 - fox capture plan
- 音響効果 - 石井和之
- VFX - 鹿角剛
- 制作統括 - 谷口卓敬（NHK）、黒沢淳（テレパック）
- プロデューサー - 藤尾隆（テレパック）
- 演出 - 川村泰祐、村上牧人、山内宗信

### 放送日程
| 放送回 | 放送日   | ラテ欄                       | 演出     |
| ------ | -------- | ---------------------------- | -------- |
| 第1回  | 09月27日 | 妻と48億の秘密               | 川村泰祐 |
| 第2回  | 10月04日 | 何のために働く?              | 川村泰祐 |
| 第3回  | 10月11日 | 今、父は決断する             | 村上牧人 |
| 第4回  | 10月18日 | 明らかになる秘密             | 村上牧人 |
| 第5回  | 10月25日 | 新しい街と仕事、逆転は成るか | 山内宗信 |
| 第6回  | 11月01日 | 人生後半戦に挑め             | 山内宗信 |
| 第7回  | 11月08日 | 躓きながら進む               | 川村泰祐 |
| 最終回 | 11月15日 | 全てを取り戻せ               | 川村泰祐 |

| NHK BSプレミアム プレミアムドラマ            | NHK BSプレミアム プレミアムドラマ               | NHK BSプレミアム プレミアムドラマ          |
| 前番組                                       | 番組名                                          | 次番組                                     |
| -------------------------------------------- | ----------------------------------------------- | ------------------------------------------ |
| すぐ死ぬんだから （2020年8月23日 - 9月20日） | 一億円のさようなら （2020年9月27日 - 11月15日） | 盤上の向日葵 （2020年11月22日 - 12月13日） |